# Spencer Keli
Spencer Keli (ur. 26 października 1985) – samoański piłkarz występujący na pozycji napastnika. W 2012 roku wziął udział w Pucharze Narodów Oceanii.